# Accidents de deux DC-4 d'Air France en juin 1950
En pleine guerre d'Indochine, deux DC-4 d'Air France s'écrasent en mer les 12 et 14 juin 1950 en approche sur Bahreïn, à un kilomètre l'un de l'autre, sur le même trajet de Saigon à Paris et dans de mauvaises conditions atmosphériques, faisant au total 86 morts et 19 survivants sur les 105 passagers et membres d'équipage des deux avions Douglas DC-4 d'Air France.
L'accident du premier DC-4, le Ciel de Picardie, avec 46 morts et 6 survivants, fut la pire catastrophe aérienne depuis celle de Llandow (en), trois mois plus tôt au Pays de Galles, qui avait fait 80 morts. Le second, celui du Ciel de Gascogne, deux jours plus tard, fit 40 morts et treize survivants. 
Parmi les victimes, le reporter François-Jean Armorin, rentrant d'une mission en Asie du Sud-Est pour enquêter sur le trafic des piastres, Jacques Rivet, directeur de l'Office des changes, et Henri Maux, ministre plénipotentiaire, rapportant le dossier de la conférence inter-États, qui devait se réunir le 25 Juin à Pau.
La commission d'enquête spéciale de juin 1950 conclut à des erreurs de pilotage dans de mauvaises conditions atmosphériques, conclusions qui seront mises en doute en 1994 après la découverte de l'épave du Ciel de Gascogne au fond de la mer et une enquête officieuse sur les deux accidents qui s'ensuivra.

## Accident du 12 juin
Le Douglas DC-4 Ciel de Picardie (F-BBDE) effectuant un vol régulier de Saigon à Paris avait décollé à 16h05 d'une escale à Karachi pour une autre escale à Bahreïn.
À 20 h 42, il a annoncé celle-ci  en signalant une altitude de plus de 2000 mètres et demandé l'autorisation de descendre.
Il reçut l'autorisation de descendre jusqu'à 650 mètres puis survola l'aérodrome à environ 300 mètres d'altitude à 21 h 13, il fut identifié comme se trouvant dans la partie vent arrière de l'approche, la tour a dépassé la vitesse et la direction du vent. À 21 h 15, l'avion a signalé « finales » et la tour a donné l'autorisation d'atterrir sur la piste 29. Il a heurté l'eau et s'est écrasé. Après huit heures de recherche, il fut retrouvé dans quatre mètres d'eau à partir de l'extrémité de la piste ; 46 des 52 occupants étaient déjà morts.
Trois survivants ont été retrouvés peu après l'accident par un navire et trois autres ont été secourus par hélicoptère après huit heures dans l'eau.
Tous les passagers étaient français, parmi lesquels l'écrivain François-Jean Armorin, rentrait de mission en Asie du Sud-est, menacé de mort par des trafiquants de Saïgon, peut-être en lien avec l'affaire des piastres.
Dix jours plus tôt, la communauté militaire française en Indochine aurait été révoltée, par la mort le 2 juin 1950 vers Phan Ri de l'adjudant Ange Parsiani, que Paul Bonnecarrère, correspondant de guerre de Paris-Match attribue à une grenades dont la charge explosive a été remplacée par un mini-tract "Paix au Vietnam" signé de l'Union des femmes françaises (UFF), mais l'historien Patrick Mortal, relativise l'anecdote  en rappelant que les témoignages sur la guerre d'Indochine ne mentionnent que "très peu de trace" de sabotages. L'affectation de l'adjudant tué, issu du 11ème choc, a fait débat. Il dirigeait une section de la Brigade marine d'Extrême-Orient (BMEO), débarquée au Tonkin dès mars 1946 pour la protection des « percées du train blindé Sud », qui a rendu célèbre son supérieur, héros du livre de Paul Bonnecarrère, et non pas aux légionnaires du 2ème REI comme souvent présenté.

## Accident du 14 juin
Deux jours plus tard, le Douglas DC-4 Ciel de Gascogne (F-BBDM) effectuait le même itinéraire régulier de Saigon à Paris et avait comme auparavant quitté son escale de Karachi (cette fois à 16h43) pour l'escale de Bahreïn. À 21 h 41, il a appelé Bahreïn pour signaler qu'il était en survol.
À 21 h 52, l'avion a signalé une « procédure de virage » et la tour lui a donné son autorisation d'atterrir. L'avion a heurté l'eau et s'est écrasé à moins d'un kilomètre du lieu de l'accident précédent. Après une recherche, un navire a signalé avoir récupéré des survivants à 02h00 ; 40 des 53 occupants ont été tués. Au moins 13 des passagers étaient des enfants.
Le "New York Times", grand quotidien américain, a rapporté l'incident en ces termes: "un deuxième avion de ligne quadrimoteur d'Air France avec à son bord 45 passagers s'est écrasé dans le golfe Persique la nuit dernière, près de l'île de Bahreïn, à peu près au même endroit où quarante-six personnes avaient été perdues deux jours auparavant dans un autre Crash d'Air France. Les premiers rapports indiquent que jusqu'à présent, onze personnes ont été sauvées dans le deuxième accident. Les deux avions étaient en route de Saigon, en Indochine, à Paris. L'accident de la nuit dernière était la troisième catastrophe aérienne française en trois jours, seize hommes. perdu dans un vol à Madagascar." (« New York Times », 15 juin 1950)

## Avions
Les avions impliqués étaient tous deux des avions de ligne Douglas DC-4 propulsés par quatre moteurs à pistons radiaux Pratt & Whitney R-2000 Twin Wasp et capables de transporter jusqu'à 86 passagers.
- L'avion F-BBDE, Ciel de Picardie était un Douglas DC-4-1009 qui a volé pour la première fois le 3 juin 1946 et avait volé 8 128 heures au moment de l'accident.
- L'avion F-BBDM, Ciel de Gascogne était un Douglas DC-4-1009 qui a volé pour la première fois le 27 juin 1946 et avait volé 8 705 heures au moment de l'accident.

## Commission d'enquête spéciale de juin 1950
Les résultats de la commission d'enquête spéciale de juin 1950 n'ont pu être formellement contredits que quatre décennies plus tard, à la suite de la découverte de l'épave du F-BBDM au fond de la mer en 1994, qui a débouché sur une nouvelle enquête sur les deux accidents a mis en doute les conclusions précédentes.
En 1950, le responsable d'Air France en Extrême-Orient a tout d'abord souligné qu'il y avait des similitudes entre les deux accidents, tous deux ayant eu lieu au même moment de la journée dans de mauvaises conditions atmosphériques.

### Arrivée de la commission d'enquête le 15 juin
Les membres d'une commission d'enquête spéciale sont arrivés dès le 15 juin 1950 à Bahreïn pour enquêter sur le premier accident ; elle a ensuite été chargée d'enquêter sur les deux, proscrivant à tous les avions français d'atterrir la nuit tant que l'enquête était en cours.

### Cause probable de l'accident du 12 juin
La cause probable déterminée par l'enquête de cette commission spéciale pour l'accident du 12 juin 1950 était que le commandant de bord n'avait pas vérifié avec précision son altitude et le rythme de descente pendant la procédure d'approche chronométrée, amenant ainsi à son avion à percuter la surface de la mer. Il a pu à cette occasion ressentir les effets de  la fatigue.

### Cause probable de l'accident du 14 juin
La cause probable de l'autre accident, celui du 14 juin 1950, était que le commandant de bord n'avait pas adapté la procédure d'approche chronométrée aux conditions du moment et qu'il était descendu à 100 mètres d'altitude, sans les mesures nécessaires pour maintenir cette altitude.
L'enquête sur les deux accidents a recommandé d'envisager d'équiper l'aéroport de Bahreïn d'aides radio à l'atterrissage et de feux d'approche sur piste appropriés.

### Contestation de la première enquête
Le quotidien Franc-Tireur avec qui François-Jean Armorin, l'une des victimes de la double catastrophe, collaborait, publie ses articles, ainsi que ceux du journaliste Trèno, du Canard enchaîné, accusant Mathieu Franchini d'être à l'origine de la double catastrophe,,. Le reporter ramenait à Paris un rapport sur le trafic de piastres, dont il avait été question à la commission d'enquête dite "des généraux". Franc-Tireur, son journal, publie le surlendemain du drame deux lettres qui "permettent de penser" que sa curiosité a causé une "agression, dont il fut la victime à Saigon" en mai.

## Découverte de l'épave et nouvelle enquête

### Découverte de l'épave
En 1994, une étude hydrographique de la zone à l'est de l'île de Muhurraq, au large de l'extrémité de la piste, a permis de localiser une aile d'avion identifiée par la suite comme étant celle du DC-4 F-BBDM.
Une inspection du fond marin de la zone a permis de localiser deux des moteurs radiaux Pratt & Whitney et trois hélices tordues ainsi que divers débris d'avion comprenant une partie de l'empennage, du câblage électrique, de petits objets de passagers et des bouteilles cassées.

### Mémorial dans le cimetière chrétien des victimes
Le comité chargé de l'entretien de l'ancien cimetière chrétien dans lequel les 86 victimes avaient été enterrées à l'origine a approuvé l'idée d'un mémorial permanent. Une joint-venture entre la société de plongée Techdive basée à Bahreïn et les plongeurs de la Royal Navy a récupéré l'hélice la moins endommagée et, après sablage et peinture, elle a été montée dans le cimetière. En décembre, le mémorial a été officiellement inauguré par l'ambassadeur de France, divers dignitaires de l'Église et ceux impliqués dans sa restauration.

### Nouvelle enquête
La découverte de 1994 a donné lieu à une nouvelle enquête officieuse détaillée.[Par qui ?] sur les causes des deux accidents. Cette enquête a exclu une erreur de pilotage, un sabotage et une panne mécanique. En fin de compte, la cause a été déterminée à partir de rapports contemporains sur les conditions météorologiques du trafic aérien archivés au Royaume-Uni. Les deux accidents ont été attribués à des conditions météorologiques extrêmes à l'approche de l'aéroport au cours des deux nuits en question. Ces conditions sont désormais appelées microrafales. Les résultats ont été publiés dans un journal de Bahreïn et ont bénéficié du soutien du responsable de la sécurité de Gulf Air. Le rapport a également été transmis à la France via son ambassade à Bahreïn, avec la recommandation que les pilotes soient disculpés en raison de conditions inconnues à l'époque et au-delà de leur capacité à réagir.[réf. nécessaire]